# وات كايند أوف فول
«وات كايند أوف فول» (بالإنجليزية: What Kind of Fool (Heard All That Before))‏ أو «أي نوع من الحمقى (سمع كل هذا من قبل)» هي أغنية للفنانة الأسترالية كايلي مينوغ، من ألبوم أفضل الأعمال غريتيست هيتس (1992). وهي من تأليف مايك ستوك، وكايلي مينوغ وبيت واترمان، ومن إنتاج ستوك وواترمان.
وكانت هذه آخر أغنية منفردة أصلية تصدرها مينوغ على شركة PWL، وكانت آخر أغنية تصدر لها على الشركة هي «سليبريشن» والتي كانت مقلدة. أصدرت المنفردة في 10 أغسطس 1992 في شكل سي دي، ولقيت استقبالا إيجابيا من نقاد الموسيقى. بلغت الأغنية المركز 17 في أستراليا و 14 في المملكة المتحدة.